# یواس‌اس ماکینگبرد (ای‌ام‌اس-۲۷)
یواس‌اس ماکینگبرد (ای‌ام‌اس-۲۷) (به انگلیسی: USS Mockingbird (AMS-27)) یک کشتی بود که طول آن ۱۳۶ فوت (۴۱ متر) بود. این کشتی در سال ۱۹۴۴ ساخته شد.